# دمارست (نیوجرسی)
دمارست (به انگلیسی: Demarest) شهری در ایالت نیوجرسی کشور ایالات متحده آمریکا است که جمعیت آن در سرشماری سال ۲۰۱۰ میلادی، ۴٬۸۸۱ نفر بوده‌است.